# 南緯63度線
南緯63度線（なんい63どせん）は、 地球の赤道面より南に地理緯度にして63度の角度を成す緯線である。
この緯線は南極大陸周辺の島嶼と南極海を通過する。この緯度の下では、夏至点時の可照時間は20時間19分であり、冬至点時の可照時間は4時間42分である。

## 通過する地域一覧
南緯63度線をグリニッジ子午線から東に進むと、以下の地域を通過する。
| 地理座標                                             | 国土・領土・領海 | 備考                                                                              |
| ---------------------------------------------------- | ---------------- | --------------------------------------------------------------------------------- |
| 南緯63度0分 東経0度0分 / 南緯63.000度 東経0.000度    | 南極海           | 大西洋の南 インド洋の南 太平洋の南 大西洋の南                                     |
| 南緯63度0分 西経62度37分 / 南緯63.000度 西経62.617度 | 南極             | スミス島(サウス・シェトランド諸島)（ アルゼンチン・ チリ・ イギリスが領有権主張） |
| 南緯63度0分 西経62度28分 / 南緯63.000度 西経62.467度 | 南極海           | 大西洋の南                                                                        |
| 南緯63度0分 西経60度42分 / 南緯63.000度 西経60.700度 | 南極             | デセプション島（ アルゼンチン・ チリ・ イギリスが領有権主張）                     |
| 南緯63度0分 西経60度33分 / 南緯63.000度 西経60.550度 | 南極海           | 大西洋の南                                                                        |
| 南緯63度0分 西経56度30分 / 南緯63.000度 西経56.500度 | 南極             | デュルヴィル島 (南極)（ アルゼンチン・ チリ・ イギリスが領有権主張）              |
| 南緯64度0分 西経56度8分 / 南緯64.000度 西経56.133度  | 南極海           | 大西洋の南                                                                        |